# Iranul antic
Zoroastrismul a fost instituit cu peste 2500 de ani în urmă de ZARATHUSTRA sau ZOROASTRU. Se poate vorbi de trei faze existente în istoria zoroastrismului: faza începuturilor, în mare parte opuse ideilor lui Zoroastru, a doua fiind identică cu perioada Ahemenizior, al părților și al sasanizilor, ultima caracterizându-se prin forma pe care o ia religia după cucerirea islamică. Teritoriul în care s-a răspândit această religie era vast, cuprinzând mai ales Iranul. Urme al civilizațiilor iraniene datează din mileniul al cincilea î.Hr., pentru care primele urme ale populațiilor iraniene să fie prezente din mileniul al doilea î.Hr. Populațiile din Iran erau împărțite în mai multe triburi: mezii, perșii, partii, sacii. Perșii se aflau în provincia de S-V a Iranului actual, provinciile Fars și Pars. În N se găsea Media, acolo unde în secolul VII-lea î.Hr., mezii și-au format un stat care se întindea între Mesopotamia și India, având capitala la . Principala divinitate a iranienilor inainte de Zoroastru era Ahura Mazda (“stapanul intelept”), corespunzand zeului indian Varuna. Ahura Mazda era zeul cerului din timpul zilei, creator, protector al regilor.Mithra, zeu al cerului nocturn, care apoi devine si el zeu al cerului din timpul zilei si este pus in legatura cu soarele. Zeu al ordinei sociale, dar si al luptei si al victoriei in razboaie.
Alte divinitati ale vechilor iranieni din aceasta perioada erau: Sroata (“disciplina”); Vayu (“vantul”), divinitate a atmosferei, dar si a vietii si a mortii; Vata, alta divinitate a vantului; Anahita, zeita a fecunditatii, reprezentata ca o femeie foarte frumoasa si puternica; Zervan (“timpul”), zeu al destinului.
Doctrina zoroastriana este cuprinsa in Avesta. Ceea ce este fundamental aici este dualismul, conflictul intre bine si rau.
Ahura-Mazda, care stapaneste imparatia binelui, este conceput in chip aproape monoteist si prezentat ca imparat ceresc asezat pe un disc solar inaripat. El este creatorul cerului si al pamantului si autorul ordinii din lume. El a creat in lume numai ce este bun, curat, drept.